# Elisabetta Lucrezia di Teschen
Elisabetta Lucrezia di Teschen (in lingua polacca: Elżbieta Lukrecja Cieszyńska; in lingua ceca Alžběta Lukrécie Těšínská; in lingua tedesca: Elisabeth Lukretia von Teschen; 1º giugno 1599 – 19 maggio 1653) fu la duchessa regnante di Cieszyn (Teschen, Těšín) dal 1625 fino alla sua morte. Nata come terzo dei figli e seconda delle femmine di Adamo Venceslao, duca di Teschen e da sua moglie Elisabetta, figlia di Gotthard Kettler, duca di Curlandia, fu l'ultima sovrana di Cieszyn appartenere alla dinastia dei Piasti.

## Vita
Allevata in origine alla fede luterana, nel 1611 si convertì al cattolicesimo, insieme all'intera famiglia.
Il 13 luglio 1617 suo padre, Adamo Venceslao, morì e fu succeduto dal suo unico figlio maschio ancora in vita, Federico Guglielmo. Il 23 aprile 1618 Elisabetta Lucrezia fu data in moglie contro la sua volontà a Gundacaro del Liechtenstein, vedovo, di venti anni più grande di lei ed anche lui ex luterano. Gundacaro era un fratello minore di Carlo I, duca di Opava (Troppau) e Krnov (Jägerndorf), uno dei membri del consiglio di reggenza che governò il ducato di Teschen durante l'assenza di Federico Guglielmo; tuttavia, questa disposizione fu di breve durata, e il governo de facto ricoperto da Elisabetta Lucrezia, persino dopo che il fratello tornò a Teschen e assunse l'effettivo governo nel 1624, perché il duca quasi subito dopo il suo ritorno fece un viaggio con l'imperatore nei Paesi Bassi. Durante questo viaggio, Federico Guglielmo si ammalò improvvisamente e morì il 19 agosto 1625 a Colonia, celibe e senza prole legittima.
Inizialmente, l'imperatore Ferdinando II cercò di unire Teschen ai suoi domini, usando il suo diritto come re di Boemia; ma alla fine accettò Elisabetta Lucrezia come duchessa regnante, per il diritto del Privilegio concesso da Ladislao II di Boemia a duca Casimiro II di Teschen nel 1498, sotto il quale fu assicurata la successione femminile su Teschen fino alla quarta generazione.
Durante il suo regno Teschen attraversò un dei più difficili periodi della sua storia. Fu durante la guerra dei trent'anni, che il ducato fu regolarmente saccheggiato da forze straniere (tra il 1626-1627 dalle truppe danesi di Ernst von Mansfeld, tra il 1642-1643 ed il 1645-1647 dalle truppe svedesi, rispettivamente, sotto i comandi del colonnello Rochowa ed il generale Königsmarck), sia in termini di infrastrutture che di finanze. Inoltre anche la peste e la fame afflissero il ducato portando alla morte molti cittadini. Alla fine, ciò portò il ducato di Teschen a essere economicamente e demograficamente distrutto per i successivi 100 anni. La vita di Elizabetta Lucrezia fu seriamente minacciata in diverse occasioni: per esempio, nel 1642, quando aveva trovato rifugio a Jablunkov e nel 1645, quando scappò a Kęt, dopo che le forze svedesi presero la capitale (che capitolò soltanto nel 1646). Solo la pace di Vestfalia il 24 ottobre 1648 finalmente stabilì la pace nei suoi domini.
Il matrimonio tra la duchessa e Gundacaro del Liechtenstein si rivelò un insuccesso, nonostante il fato che ebbero tre figli insieme. Nel 1626 erano formalmente separati, e rimasero in questa maniera fino alla morte.
Elisabetta Lucrezia morì il 19 maggio 1653 e fu sepolta nella cripta ducale della chiesa domenicana a Cieszyn.
Dopo la sua morte, il ducato di Cieszyn ritornò alla Corona di Boemia come feudo completato e fu da ora in avanti governato direttamente dai re boemi, allora membri della casa d'Asburgo. Successivamente, la dinastia degli Asburgo portò il titolo fino alla caduta dell'Impero e alla liquidazione del ducato di Teschen nel 1918.

## Matrimonio e figli
Dal suo matrimonio con Gundaker, conte di Liechtenstein, celebrato nel 1618, ebbe i seguenti figli:
- Maria Anna del Liechtenstein (1621-1655), sposò Wilhelm Heinrich Schlik, conte di Bassano e Weisskirchen
- Ferdinando Giovanni del Liechtenstein (1622-1666), sposò Dorotea Anna, contessa di Lodron
- Alberto del Liechtenstein (1625-1627)

## Ascendenza
|                                                    |                  |                                            | Genitori                                                                                 |  |  | Nonni |  |  | Bisnonni                |  |  | Trisnonni                       |  |
|                                                    |                  |                                            |                                                                                          |  |  |       |  |  | Venceslao II di Teschen |  |  | Casimiro II, VI duca di Teschen |  |
|                                                    |                  |                                            |                                                                                          |  |  |       |  |  | Venceslao II di Teschen |  |  | Casimiro II, VI duca di Teschen |  |
|                                                    |                  | Giovanna di Münsterberg                    |                                                                                          |  |  |       |  |  | Venceslao II di Teschen |  |  |                                 |  |
| Venceslao III Adamo, VII duca di Teschen           |                  |                                            |                                                                                          |  |  |       |  |  | Venceslao II di Teschen |  |  |                                 |  |
|                                                    |                  | Anna di Brandeburgo-Ansbach-Kulmbach       | Federico I, III margravio di Brandeburgo-Ansbach e VII margravio di Brandeburgo-Kulmbach |  |  |       |  |  |                         |  |  |                                 |  |
|                                                    |                  | Anna di Brandeburgo-Ansbach-Kulmbach       | Federico I, III margravio di Brandeburgo-Ansbach e VII margravio di Brandeburgo-Kulmbach |  |  |       |  |  |                         |  |  |                                 |  |
|                                                    |                  | Anna di Brandeburgo-Ansbach-Kulmbach       | Sofia di Polonia                                                                         |  |  |       |  |  |                         |  |  |                                 |  |
| Adamo Venceslao, VIII duca di Teschen              |                  | Anna di Brandeburgo-Ansbach-Kulmbach       |                                                                                          |  |  |       |  |  |                         |  |  |                                 |  |
|                                                    |                  | Francesco I, IX duca di Sassonia-Lauenburg | Magnus I, VIII duca di Sassonia-Lauenburg                                                |  |  |       |  |  |                         |  |  |                                 |  |
|                                                    |                  | Francesco I, IX duca di Sassonia-Lauenburg | Magnus I, VIII duca di Sassonia-Lauenburg                                                |  |  |       |  |  |                         |  |  |                                 |  |
|                                                    |                  | Francesco I, IX duca di Sassonia-Lauenburg | Caterina di Brunswick-Wolfenbüttel                                                       |  |  |       |  |  |                         |  |  |                                 |  |
| Sidonia Caterina di Sassonia-Lauenburg             |                  | Francesco I, IX duca di Sassonia-Lauenburg |                                                                                          |  |  |       |  |  |                         |  |  |                                 |  |
|                                                    |                  | Sibilla di Sassonia                        | Enrico IV, X duca di Sassonia                                                            |  |  |       |  |  |                         |  |  |                                 |  |
|                                                    |                  | Sibilla di Sassonia                        | Enrico IV, X duca di Sassonia                                                            |  |  |       |  |  |                         |  |  |                                 |  |
|                                                    |                  | Sibilla di Sassonia                        | Caterina di Meclemburgo-Schwerin                                                         |  |  |       |  |  |                         |  |  |                                 |  |
| Elisabetta Lucrezia di Teschen                     |                  | Sibilla di Sassonia                        |                                                                                          |  |  |       |  |  |                         |  |  |                                 |  |
|                                                    | Gottardo Kettler | Gottardo Kettler                           |                                                                                          |  |  |       |  |  |                         |  |  |                                 |  |
|                                                    | Gottardo Kettler | Gottardo Kettler                           |                                                                                          |  |  |       |  |  |                         |  |  |                                 |  |
|                                                    | Gottardo Kettler | Margherita di Bronckhorst-Batenburg        |                                                                                          |  |  |       |  |  |                         |  |  |                                 |  |
| Gottardo Kettler, I duca di Curlandia e Semigallia | Gottardo Kettler |                                            |                                                                                          |  |  |       |  |  |                         |  |  |                                 |  |
|                                                    |                  | Sibilla di Nesselrode                      | Guglielmo di Nesselrode                                                                  |  |  |       |  |  |                         |  |  |                                 |  |
|                                                    |                  | Sibilla di Nesselrode                      | Guglielmo di Nesselrode                                                                  |  |  |       |  |  |                         |  |  |                                 |  |
|                                                    |                  | Sibilla di Nesselrode                      | Elisabetta di Birgell                                                                    |  |  |       |  |  |                         |  |  |                                 |  |
| Elisabetta Kettler                                 |                  | Sibilla di Nesselrode                      |                                                                                          |  |  |       |  |  |                         |  |  |                                 |  |
|                                                    |                  | Alberto VII, I duca di Meclemburgo-Güstrow | Magnus II, VI duca di Meclemburgo-Schwerin                                               |  |  |       |  |  |                         |  |  |                                 |  |
|                                                    |                  | Alberto VII, I duca di Meclemburgo-Güstrow | Magnus II, VI duca di Meclemburgo-Schwerin                                               |  |  |       |  |  |                         |  |  |                                 |  |
|                                                    |                  | Alberto VII, I duca di Meclemburgo-Güstrow | Sofia di Pomerania-Wolgast                                                               |  |  |       |  |  |                         |  |  |                                 |  |
| Anna di Meclemburgo-Güstrow                        |                  | Alberto VII, I duca di Meclemburgo-Güstrow |                                                                                          |  |  |       |  |  |                         |  |  |                                 |  |
|                                                    |                  | Anna di Brandeburgo                        | Gioacchino I, XI principe elettore di Brandeburgo                                        |  |  |       |  |  |                         |  |  |                                 |  |
|                                                    |                  | Anna di Brandeburgo                        | Gioacchino I, XI principe elettore di Brandeburgo                                        |  |  |       |  |  |                         |  |  |                                 |  |
|                                                    |                  | Anna di Brandeburgo                        | Elisabetta di Danimarca                                                                  |  |  |       |  |  |                         |  |  |                                 |  |
|                                                    |                  | Anna di Brandeburgo                        |                                                                                          |  |  |       |  |  |                         |  |  |                                 |  |